# Kaartojärvi (Gällivare socken, Lappland, 745125-172751)
Kaartojärvi är en sjö i Gällivare kommun i Lappland och ingår i Kalixälvens huvudavrinningsområde. Sjön har en area på 0,0498 kvadratkilometer och ligger 291,9 meter över havet.

## Delavrinningsområde
Kaartojärvi ingår i det delavrinningsområde (744715-172465) som SMHI kallar för Inloppet i Sakajärvi. Medelhöjden är 384 meter över havet och ytan är 27,95 kvadratkilometer. Det finns inga avrinningsområden uppströms utan avrinningsområdet är högsta punkten. Sakajoki som avvattnar avrinningsområdet har biflödesordning 3, vilket innebär att vattnet flödar genom totalt 3 vattendrag innan det når havet efter 221 kilometer. Avrinningsområdet består mestadels av skog (78 procent) och sankmarker (19 procent). Avrinningsområdet har 0,05 kvadratkilometer vattenytor vilket ger det en sjöprocent på 0,2 procent.